# Fatou Mass Jobe-Njie
Fatou Mass Jobe-Njie (auch Fatou Mas Jobe, geb. um 1966 in Serekunda) ist eine gambische Politikerin.

## Familie und Ausbildung
Jobe-Njies Vater starb, als sie drei Jahre alt war. Ihre Mutter Adama Saidy starb einige Jahre später, so dass sie mit ihren Geschwistern bei ihrem Onkel Alhage Jagne und ihrer Großmutter Mam Anta Khan in Serekunda aufwuchs. Alieu Momar Njie, bei der Präsidentschaftswahl 2016 Vorsitzender der Unabhängigen Wahlkommission (Independent Electoral Commission), ist ihr Cousin. Ihr Halbbruder Serign Jobe war Direktor der gambischen National Water and Electricity Company (NAWEC).
Sie war mit dem Politikwissenschaftler Gumbo Touray verheiratet und hat mit ihm einen Sohn, Ousman Touray. Nach der Scheidung von Touray heiratete sie Buna Njie.
Fatou Mass Jobe-Njie besuchte die Serrekunda Primary School und die St. Joseph’s High School in Banjul. Von 1984 bis 1989 studierte sie in Großbritannien und erwarb an der University of Wolverhampton einen Master of Business Administration.

## Karriere
Sie arbeitete zunächst in der Tourismusbranche, später von März 1994 bis November 1996 im Marketing von Gamtel.
Ab dem Jahr 1998 leitete sie die Abteilung Marketing beim Standard Chartered Bank und arbeitete in der Bank PHB als Leiterin des Privatkundengeschäfts.
Um 2008 war sie Direktorin des The Gambia’s Premier Resort and Casino (auch: Dunes Resort and Casino) in Kotu.
Am 4. Februar 2010 wurde Jobe-Njie von Präsident Yahya Jammeh ins Kabinett als Ministerin für Tourismus und Kultur (englisch Minister of Tourism and Culture) berufen und ersetzt Nancy Njie. Im selben Jahr erhielt sie den Order of the Republic of The Gambia in der Stufe Medaille. Im September 2014 wurde sie entlassen und durch Benjamin Roberts ersetzt.
Schon kurz nach ihrer Entlassung wurde sie im Oktober 2014 zur Botschafterin in Malaysia ernannt, wo es zuvor keine dauerhafte gambische Botschaft gegeben hatte. Den Posten hatte sie bis Ende März 2015 inne. Im Mai 2015 übernahm Abubacarr Jah die Position.
Njie war auch die Vorsitzende der nationalen Rotkreuz-Gesellschaft in Gambia. Weiter wurde sie im Mai 2010 zu der Vorsitzende der Africa Travel Association gewählt.
Von Sommer 2015 bis Ende 2016 war sie als persönliche Beraterin von First Lady Zineb Jammeh und Direktorin von deren Wohltätigkeitsorganisation Operation Save the Children Foundation (OSCF) tätig.
Im August 2017 wurde ihr Diplomatenpass für ungültig erklärt.
Am 31. Januar 2018 wurde sie von der Janneh Commission, einem von Präsident Adama Barrow eingesetzten Untersuchungsausschuss zur Ermittlung der finanziellen Aktivitäten des vorigen Präsidenten Yahya Jammeh, als Zeugin vernommen. Sie erklärte, dass von eingenommenen 300.000 US-Dollar der Operation Save the Children Foundation (OSCF) nur 25.000 US-Dollar für Kinder ausgegeben worden seien.
Im September 2019 wurde der Abschlussbericht des Ausschusses veröffentlicht. Der Ausschuss sah eine Mitverantwortung für Finanztransaktionen bei einem Staatsbesuch, bei einem Hotelbesuch und der Veruntreuung von Geldern der Stiftung. Die Regierung wies die empfohlene Entlassung zurück, da kein individuelles Fehlverhalten nachweisbar sei.